# Wola Rychwalska
Wola Rychwalska – wieś w Polsce położona w województwie wielkopolskim, w powiecie konińskim, w gminie Rychwał.
W latach 1975–1998 miejscowość administracyjnie należała do województwa konińskiego.
Na terenie wsi znajduje się Sala Królestwa zboru Świadków Jehowy.
W miejscowości znajduje się również klub dyskotekowy Magnes Club.